# EASE英文科研论文写作和翻译指南
欧洲科学编辑学会（EASE）于2010年出版了EASE英文科研论文写作和翻译指南（简称：《EASE写作和翻译指南》或《EASE指南》）。《EASE指南》总结了最重要的编辑建议，旨在使国际科学交流更有效率，并有助于防止学术不端行为。该文件已被翻译成多种文字，以便于在世界各地普及，并帮助来自非英语国家的科学家。

## 历史
《EASE指南》是EASE电子论坛和2009年EASE比萨会议通过长期讨论获得的成果，同时也是EASE理事会在随后进行磋商的结果。

## 内容
该文件由一系列简洁的指南组成，向读者解释如何写出完整、简明、清晰的稿件。附件包含深入阅读列表，以及几个简短的附录（包括：摘要、歧义、提炼、复数形式、简写和拼写），这些附录对涉及的问题有更深入的细节描述以及更多的示例。
《EASE指南》强调以下几点要求，包括：合理的文章结构（如在前言中清晰描述假设）、摘要的高信息量（包括重要数据和结论）、撰文易于理解等，从而避免使读者感到困惑。同时也考虑到伦理问题，如署名条件，抄袭，重复发表，以及其他类型的学术不端行为。

## 评述
EASE理事会计划为特定主题添加更多的附录和翻译内容（大部分由志愿者完成），并每年审查一次EASE指南。
允许对此文档进行非商业用途的打印，它可以用作课程讲义，如关于科学写作与伦理的研究生课程。

## 相关链接
- 出版伦理委员会（英语：Committee on Publication Ethics） (COPE)
- 欧洲科学编辑学会
- 国际科学理事会 (ICSU)
- IMRAD（英语：IMRAD）
- 学术不端行为
- 对生物医学期刊稿件的统一要求（英语：ICMJE recommendations）
- 美国科研诚信办公室